# Ръси Тейлър
Ръси Тейлър (на английски: Russell Taylor; 4 май 1944 г. – 26 юли 2019 г.) е американска озвучаваща актриса. От 1986 до 2019 г. тя е гласът на Мини Маус.

## Кариера
Освен Мини Маус, Тейлър озвучава Ягодово сладкишче в едноименните филми, Пебълс Флинтстоун и пещерната мишка в „Комедийното шоу на Флинтстоун“ (1980 – 1981), Смугъл в „Смърфовете“ (1983 – 1988), Гонзо в „Бебета мъпети“ (1984 – 1991), Тортичка, Розов Прах и Сутрешна Слава в „Малкото пони“ (1986 – 1987), Хюи, Дюи, Луи и Уеби в „Патешки истории“ (1987 – 1990), Мартин Принс, Шери и Тери в „Семейство Симпсън“ (1990 – 2019), Фауна и Уинифред в „София Първа“ (2013 – 2018) и много други.
Номинирана е за награди Еми и Ани.
Едни от последните роли на Тейлър са Мини в „Мики и приятели състезатели“ (2017 – 2019) и малкия Доналд Дък в един епизод от рибута на „Патешки истории“ през 2018 г.

## Личен живот
Омъжена е за Уейн Олуайн, известен като третия официален глас на Мики Маус, от 1991 г. до смъртта му през 2009 г. През 2008 г. и двамата са обявени за Легенди на Дисни.

## Смърт
Тейлър умира на 26 юли 2019 г. в дома си в Глендейл, Калифорния на 75 години.